# Lauro de Mello
Lauro de Mello (ur. 12 września 1944 w São Paulo) – piłkarz brazylijski, występujący podczas kariery na pozycji napastnika.

## Kariera klubowa
Podczas kariery piłkarskiej Lauro występował w SE Palmeiras.

## Kariera reprezentacyjna
W 1968 roku Lauro uczestniczył w Igrzyskach Olimpijskich w Meksyku. Na turnieju Lauro był rezerwowym i nie wystąpił w żadnym meczu grupowym reprezentacji Brazylii.